# Venator

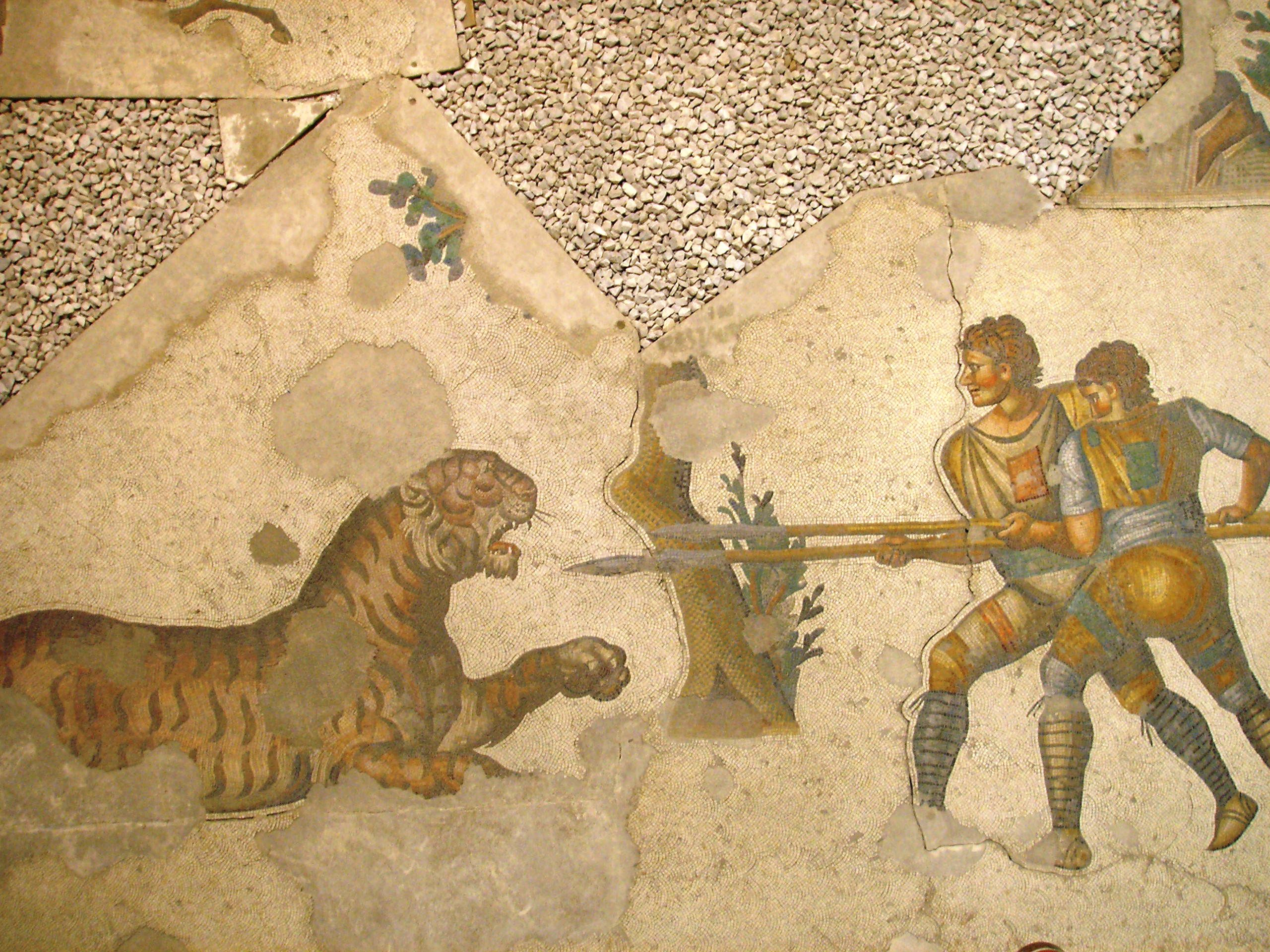
Mosaic del que mostra dos venatores lluitant contra un tigre.

El venator estava especialitzat en la caça d'animals salvatges, en el circ s'enfrontava a diferents animals ajudat per un bestiari. En un sentit estricte no eren gladiadors, participaven en el venatio però no en el munus gladiatorum.